# Hányás

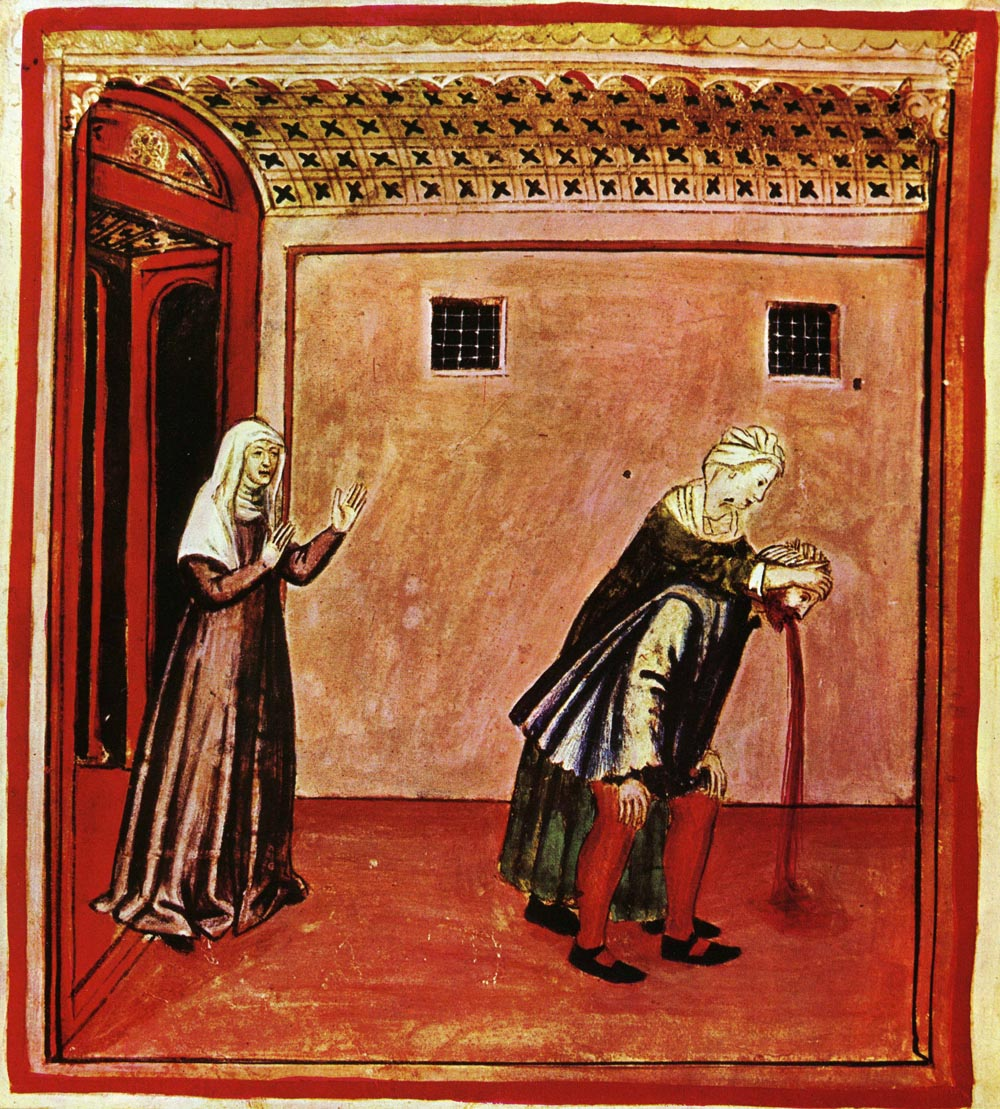
Hematemesis (véres hányás)

A hányás (vomitus vagy emesis) elsősorban védekezési folyamat, melynek során a szervezet megszabadul a tápcsatornába (a gyomorba, a duodenumba vagy a vékonybél további szakaszaiba) került, minőségében vagy mennyiségében nem megfelelő tápláléktól, egyes mérgező anyagoktól vagy fertőző mikroorganizmusoktól. A hányás megelőzi, hogy az ártalmas tartalom végigjuthasson a tápcsatornán, a tartalom a szájon át távozik.

## Kiváltó okok
- A gyomor túlzott feszítése (túltelődése és/vagy károsodása például alkohol hatására), vagy a hasűri nyomásfokozódás
- Kellemetlen szagok, érintés, látványok vagy képzetek miatt
- Garatnyálkahártya érintése
- Terhesség alatt felléphet a reggeli hányás (vomitus matutimus), súlyosabb esetben terhességi vészes hányás (hyperemesis gravidarum)
- Agyi nyomásfokozódás (agyödéma, agyvérzés vagy agydaganat esetén)
- Egyensúlyszerv ingerlése miatt (például tengeribetegség, forgó mozgás)
- Erős fájdalom miatt
- Gyógyszerek hatására (lehetséges terápiás jellegű vomitus, az orvos által szándékosan kiváltott hányás emetikumokkal, például apomorfinnal)
- Sugárterhelés hatására (daganatok besugárzása után)

Lehetséges azonban az ingert leküzdeni, amennyiben nem mérgezés vagy fertőzés lehetősége áll fenn.
Egyes állatok (óriáshojsza, pulykakeselyű, szalakóta, szalagoskígyó, békagyíkok) védekezési mechanizmusa a hányás. Ha fenyegetve érzik magukat, rettenetesen hányni kezdenek, az ellenség (ragadozó, fotográfus stb) pedig megundorodik és elmenekül. A pulykakeselyű akár 3 méterre is tud hányni.

## Hányinger
Magát a hányást - az esetek többségében - mással össze nem téveszthető szubjektív rosszullét érzete előzi meg, ezt nevezik hányingernek (nausea). Magát a hányingert vegetatív idegrendszeri tünetek alkotják, ezek a következők:
- Szabálytalan vagy szapora szívműködés
- Arcsápadtság
- Verejtékezés
- Fokozott nyáltermelődés

Ez a bevezető szakasz folyamatosan megy át előbb az öklendezés, majd a tulajdonképpeni hányás (expulzió) szakaszába